# Ramoceros
Ramoceros — вымерший род парнокопытных из семейства вилороговых (Antilocapridae), обитавший в Северной Америке с середины миоцена до плиоцена (около 16–5 миллионов лет назад).

## Описание
Ramoceros отличался небольшими размерами и изящным телосложением. Его масса составляла от 10 до 20 кг. Характерной особенностью рода были веерообразные разветвленные рога, которые, вероятно, использовались для демонстрации или борьбы за территорию и партнеров.

## Распространение
Окаменелости Ramoceros найдены в западных районах США, Канады и Мексики, что свидетельствует о широком распространении рода.

## Виды
Известны следующие виды Ramoceros:  
- Ramoceros brevicornis
- Ramoceros marthae
- Ramoceros merriami
- Ramoceros osborni
- Ramoceros palmatus
- Ramoceros ramosus

Эти виды различались размерами и формой рогов, что указывает на разнообразие внутри рода.

## Эволюция и родственные связи
Ramoceros принадлежит к группе вымерших вилороговых, которые эволюционировали в Северной Америке, занимая нишу, аналогичную полорогим в Евразии. В течение миоцена и плиоцена вилороговые были весьма разнообразны. Некоторые представители, такие как Hayoceros, имели 4–6 рогов, тогда как у Osbornoceros рога были прямыми, а у Paracosoryx — уплощенными и раздвоенными на концах.

## Виды
- Ramoceros brevicornis  †
- Ramoceros marthae  †
- Ramoceros merriami  †
- Ramoceros osborni  †
- Ramoceros palmatus  †
- Ramoceros ramosus  †